# Vasárnap

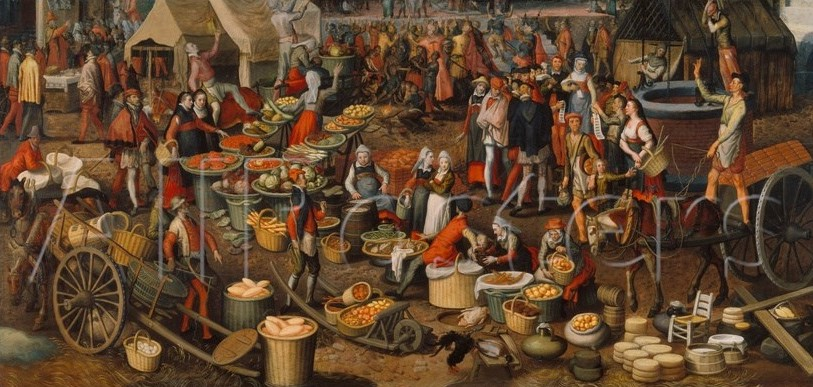
Pieter Aertsen: Középkori vásár

A vasárnap a hét – a napjainkban általános, Európa keresztény részein szokásos felosztás szerinti – hetedik, záró napja, a nyugalomnap.
A Bibliában az Ószövetség szerint a hét első napja: a teremtés hetének kezdőnapja.
Korábban Európában is a hét első napjaként tartották számon, s többek között az Egyesült Államokban, Grúziában, Iránban, Izraelben, Kanadában, Örményországban és Portugáliában ma is az.
A szombat végén pedig, a hét első napjára virradólag, kiméne Mária Magdaléna és a másik Mária, hogy megnézzék a sírt.
Amikor elmúlt a szombat, a magdalai Mária és Mária, a Jakab anyja, valamint Salómé illatos keneteket vásároltak, hogy elmenjenek, és megkenjék Jézus testét. A hét első napján, korán reggel, napkeltekor, elmentek a sírbolthoz, és erről beszéltek egymás között: „Ki hengeríti el nekünk a követ a sírbolt bejáratáról?” Ekkor felnéztek, és látták, hogy a kő el van hengerítve. Pedig az igen nagy volt.
Az Újszövetség szerint az Úr napja: húsvét vasárnapja, amelyen Jézus feltámadt (Máté 28,1; Márk 16,2; Lukács 24,1; János 20;1 stb.), ezért a keresztény egyházak minden vasárnapot Krisztus feltámadása ünnepeként ülnek meg. A latin nyelvterületen az „Úr napja” a vasárnap jelentése. (Olaszul domenica, románul duminică, spanyolul domingo stb.) A kereszténység a vasárnapot Krisztus feltámadásához köti – lásd az orosz vaszkriszényje (feltámadás) szót.
Hogy vasárnap mindenki templomba járjon
Ugyan a papok meg az ispánok hagyják meg mindenfelé a falusbiráknak, hogy vasárnaponként az ő felszólitásokra minden ember, nagyja és apraja, férfia s asszonya, mind templomba menjen, kivéve azokat, a kik a tűzhelyet őrzik.
1. § Valaki pedig konokul hátramarad, csapják meg és kopaszszák meg.

## Eredete
A magyar vasárnap szó valószínűleg a vásárnap összetett szóból ered, jelentése a középkori vásárok megtartásával kapcsolatos. Szent István király a kereszténység terjedésének elősegítése miatt a vásárok megtartását a templomba járással és a munka szüneteltetésével kapcsolta össze. "A vasárnap megtartásáról, hogy a munkának szünete legyen." István király törvénye a vásártartás királyi monopóliumát biztosította a templomos (egyházas) helyeken, a templom mellett létesített vásárokon. V. István magyar király 1271-ben kiadott kiváltságlevele volt az első vásárszabadalom, amely Győr városát a legmagasabb középkori városi státusba, a szabad királyi városok sorába iktatta.
A várak szomszédságába templomok épültek, amelyek befolyásolták a vásárok tartásának helyét és idejét. A kisszámú keresztény templom mellett rendszeresen  összegyűltek a magyarok a környező településekről, a heti egyszeri szentmisére, így a honfoglalást követően népes vásározó helyek jöttek létre a templomok körül, mert a vásárt a szentmise helyén és napján tartották. A vásárnap szó elején lévő „á” elhasonulás miatt vált „a”-vá. A Vasárnap név első írásos említése 1405 körülre datálható. Később, a keresztény vallás elterjesztése után viszont Szent László király törvényt hozott a vasárnap megszegéséről: "A szent zsinat parancsolja, hogy a ki vasárnap vásárt üt, bontsa el sátorát, a mint állitotta. Ha pedig ellenkezik, ötvenöt pénzt fizessen."
Az asztrológiában a vasárnapot a Naphoz kötik (lásd az angol Sun-day kifejezést, német Sonn-tag, mindkét nyelvben a Nap napja).
Az ókorban a napokat a hét akkor ismert bolygónak (köztük a Napnak és a Holdnak) rendelték alá. Az ókori latin és germán népek pedig isteneikről nevezték el őket (ez még tetten érhető egyes angol és német nap-elnevezésekben), vagyis a Nap, mint a legfőbb isten napja lett a vasárnap. A kialakuló keresztény egyház – részben azért, mert hangsúlyozni akarta különbözőségét a zsidóságtól – az Úr pihenőnapját is a legfőbb napon, vasárnapon ünnepelte. Ezt a módosítást egyes keresztény közösségek, elsősorban az adventisták a Tízparancsolat meghamisításának tartják.

## A vasárnap más nyelvekben
Azokban az országokban, ahol a hét a vasárnappal kezdődik, a hét első napja a vasárnap.
Újlatin nyelvekben
- olasz:	domenica
- spanyol: domingo
- francia: dimanche
- román:	duminică
- katalán: diumenge

Germán nyelvekben
- angol:	Sunday
- német:	Sonntag
- holland: zondag
- svéd: söndag
- norvég: søndag
- dán: søndag

Szláv nyelvekben
- orosz:	воскресенье
- bolgár: неделя
- lengyel: niedziela
- cseh: neděle
- szlovák: nedeľa
- horvát: nedjelja